# Raymond Stora
Raymond Félix Stora (Paris, 18 de setembro de 1930) é um físico teórico francês.
Trabalhou principalmente com teoria quântica de campos.
Dentre seus orientados constam Jean Bellissard e Frédéric Pham.